# Waldbach (Ruwer, Gusterath)
Der Waldbach ist ein etwa 21⁄2 km langer linker Zufluss der Ruwer im Landkreis Trier-Saarburg von Rheinland-Pfalz.

## Geographie

### Verlauf
Der Waldbach entspringt weniger als einen Kilometer nordwestlich des Ortsrandes von Gusterath auf etwa 360 m ü. NHN. In seinem dort beginnenden Waldtal unter offenen Höhen beidseits fließt er, zunächst in einem stark nach links ausholendem Bogen, insgesamt ostwärts. Auf der zweiten Hälfte seines Laufes ist er dabei Grenzbach zwischen den Ortsgemeinden Gusterath rechts- und Gutweiler linksseits. Zuletzt mündet er auf etwa 197 m ü. NHN am von beiden Ortsgemeinden geteilten Gewerbegebiet Gusterath-Tal von links in die untere Ruwer.
Der Waldbach beendet seinen 2,4 km langen Lauf mit mittlerem Sohlgefälle von etwa 68 ‰ ungefähr 163 Höhenmeter unterhalb seines Ursprungs.

### Einzugsgebiet
Das Einzugsgebiet des Waldbachs umfasst 2,6 km² und erreicht westlich von Gusterath auf der Höhenkuppe Galgenwild seine mit etwa 432 m ü. NHN größte Höhe nahe an einem Wasserreservoir dicht an der L 143. Sein westlicher Teil rechnet naturräumlich zu den Pellinger Hochflächen, sein tieferer östlicher zum Ruwerengtal, beide sind Teile des Unterraums Ruwer-Hunsrück des Saar-Ruwer-Hunsrücks. Besiedelt ist es im Süden mit einem Randstreifen des Dorfes Gusterath und mündungsnah mit einem Zwickel von Gusterath-Tal. Der merklich größere Flächenanteil liegt im Gebiet der Ortsgemeinde Gusterath, der kleinere allein linksseits des Unterlaufs in dem der Ortsgemeinde Gutweiler.
Die westliche und nordwestliche Wasserscheide verläuft gegen den Olewiger Bach, einen Zufluss der Mosel, die südliche gegen den Gusterather Waschbach, der wenig oberhalb des Waldbachs in die Ruwer mündet. Im Nordosten gibt es nur kurze Talhanggerinne flussabwärts zur Ruwer.

### Zuflüsse
Von der Quelle zur Mündung. Auswahl.
- Waldgraben, von links und Nordwesten auf etwa 309 m ü. NHN[1] an einer Waldhütte kurz vor dem Wendepunkt des Laufbogens, 0,2 km und über 0,2 km²
- Anzenbach, von links und Norden auf etwa 300 m ü. NHN[1] am Wendepunkt des Laufbogens, 0,4 km und über 0,2 km²

## Tourismus
Der Romika-Weg führt am Ufer des Waldbaches von Gusterath-Tal bis zur Gusterather Grillhütte. Er zählt zu den rund um den Saar-Hunsrück-Steig gelegenen Traumschleifen.